# 内田政風

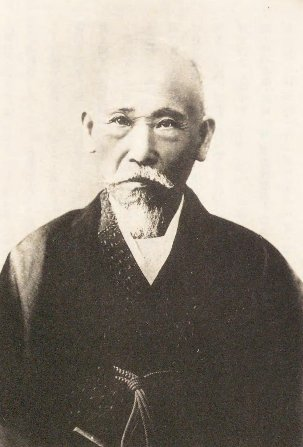
内田政風

内田 政風（うちだ まさかぜ、1815年12月31日（文化12年12月2日） - 1893年（明治26年）10月18日）は、日本の武士（薩摩藩士）、官僚。通称は仲之助。島津家の家令。
石川県令（初代）を務めた。

## 概要
幕末は島津久光の側近として、倒幕活動に参加。明治時代は官権として県令を務めていた。後に官僚を辞職し、島津家に再び仕えた。第十五国立銀行世話役も務めた。

## 略歴
- 1871年（明治4年）
  - 11月20日 - 金沢県大参事に就任。
- 1872年（明治5年）
  - 2月2日 - 石川県参事に就任。
  - 9月5日 - 石川県権令に就任。
- 1873年（明治6年）
  - 12月27日 - 石川県令に就任。
- 1875年（明治8年）
  - 3月3日 - 石川県令を辞任。

## 親族
- 内田政彦 - 長男。佐世保市長。